# 3Doodler

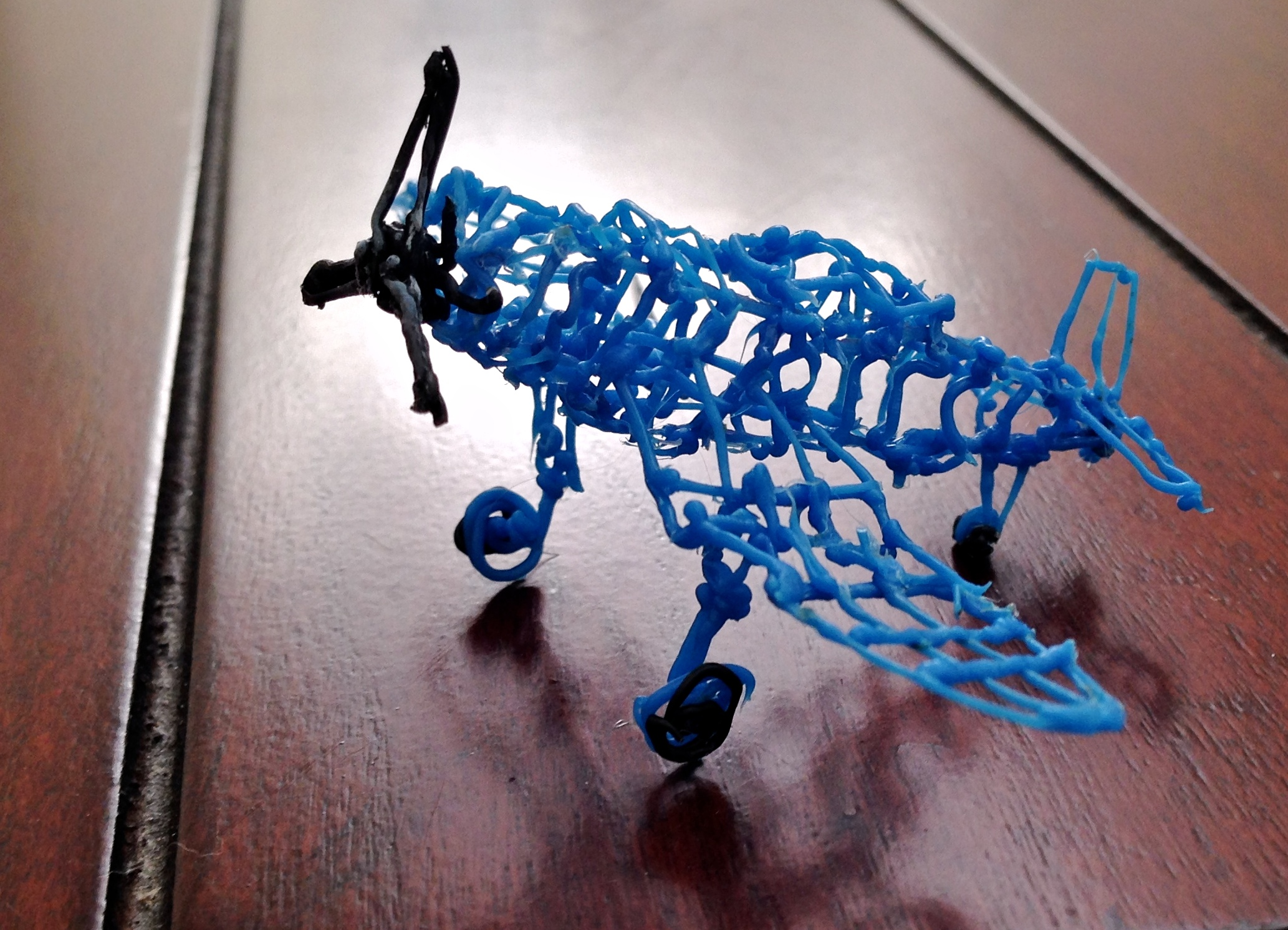
Corsair dibujado con 3Doodler

El 3Doodler es un bolígrafo 3D desarrollado por Peter Dilworth, Maxwell Bogue y Daniel Cowen de WobbleWorks, Inc. (anteriormente  WobbleWorks LLC). El 3Doodler funciona mediante la extrusión de plástico calentado que se enfría casi instantáneamente en una estructura sólida y estable, permitiendo la creación a mano alzada de objetos tridimensionales. Utiliza hilo plástico hecho de acrilonitrilo butadieno estireno. ("ABS"), ácido poliláctico ("PLA"), o "FLEXY", poliuretano térmico ("TPU") que se funde y luego se enfría a través de un proceso patentado mientras se mueve a través del bolígrafo, que luego puede utilizarse para hacer objetos 3D a mano. El 3Doodler ha sido descripto como una pistola de pegamento para impresión 3D debido a cómo se extruye el plástico desde la punta, con un pie del hilo de plástico equivalente a "aproximadamente 11 pies de material extruido".
Existen tres modelos de bolígrafo, Start, Create y Pro, destinados a niños, consumidores en general y profesionales respectivamente.

## Origen
Los inventores de la 3Doodler (Maxwell Bogue y Peter Dilworth) construyeron el primer prototipo de 3Doodler a principios de 2012 en Asilo de Artisan en Somerville, Massachusetts. Después de esperar catorce horas a que se completara un trabajo de impresión en 3D, descubrieron que la impresora se había saltado una línea. Así que decidieron, "¿Por qué no mantenerlo como está y convertirlo en un bolígrafo?"

## Campaña de Kickstarter
WobbleWorks lanzó una campaña Kickstarter para el 3Doodler el 19 de febrero de 2013 con un objetivo inicial de recaudación de fondos de 30.000 dólares. La campaña se cerró el 25 de marzo de 2013. El nivel de recompensa de 50 dólares era el mínimo necesario para recibir el producto, con niveles de recompensa altamente recomendados de 75 y 99 dólares, incluyendo más bolsas de hilo de plástico, y el nivel más alto de 10.000 dólares, incluyendo una "membresía en el programa de pruebas beta de la empresa para futuros productos" y la oportunidad de pasar un día entero con los fundadores de la empresa, junto con el 3Doodler del patrocinador siendo grabado personalmente. Los niveles de recompensa se ampliaron debido a la demanda, con los niveles añadidos de envío del producto en 2014 en lugar de en 2013 para los anteriores patrocinadores. La empresa también se asoció con varios Etsy artistas de cable para mostrar las habilidades de 3Doodler y crear "piezas de arte de edición limitada" para la campaña.
El objetivo de recaudación de fondos se alcanzó en cuestión de horas y muchos de los niveles de recompensa se agotaron en el primer día, junto con todas las piezas de arte de Etsy. y el monto final de la promesa superó los 2 millones de dólares.

## 3Doodler Start
3Doodler Start es un diseño especial de 3Doodler, especialmente diseñado para niños pequeños. El desarrollador afirma que es seguro para los niños, ya que la punta del bolígrafo no se calienta. En lugar de enchufarlo en un cable a una toma de corriente como otros 3Doodlers, se puede cargar y luego presionar el botón de encendido para utilizar el bolígrafo. 

## 3Doodler 2.0
En enero de 2015, se introdujo una versión mejorada de 3Doodler, y una segunda campaña de recaudación de fondos en Kickstarter rindió más de 1,5 millones de dólares. Las actualizaciones incluyen una opción para cambiar el tamaño y la forma de la punta, un diseño más pequeño y un ventilador más silencioso.

## Comunidad
La comunidad original de Kickstarter ha generado una comunidad más amplia de personas que comparten sus creaciones en línea.

## Creaciones Notables
- Vestido de concha marina de SHIGO[14]
- Avión de radio control por Matthew Butchard[15]
- Piezas de arte de Rachel Goldsmith[16]
- Sombreo Ascot por Grace Du Prez[17]
- Hombre de plástico por Justin Mattarocchia[18]
- Moodle por Nikki Firmin[19]
- Diseño MoMA tienda de ventanas[20]
- Portafolio de arte 3D por Kseniia Snikhovska[21]